# Andrey Klyuev
Andrey Klyuev (né le 13 juin 1987 à Lipetsk) est un coureur cycliste russe.

## Palmarès sur route

### Par années
- 2005
  - 1re étape du Tour de la région de Łódź
  - 3e du Tour de la région de Łódź
- 2006
  - 5e étape du Tour de Hainan
  - 1re et 5e étapes du Tour de la mer de Chine méridionale
- 2007
  -  Champion d'Europe sur route espoirs
  - 2e étape des Trois Jours du Vaucluse
  - Boucle de l'Artois
  - 3e étape du Tour de Normandie
  - 2e du Tour du Labourd
  - 2e de Paris-Troyes
  - 3e du Circuit de la Nive
  - 3e des Trois Jours du Vaucluse
  - 3e du Circuit des Quatre Cantons
  - 3e du Tour du Finistère 
  - 3e des Grand Prix de Moscou
- 2008
  - 2e du Trofeo Banca Popolare di Vicenza
- 2011
  - 11e étape du Friendship People North-Caucasus Stage Race

### Classements mondiaux
| Année            | 2006 | 2007 | 2008 | 2009 |
| ---------------- | ---- | ---- | ---- | ---- |
| UCI Africa Tour  |      | 62e  |      |      |
| UCI America Tour |      |      |      | 374e |
| UCI Europe Tour  | 550e | 31e  | 711e | 812e |

## Palmarès sur piste

### Championnats du monde juniors
- 2004
  -  Médaillé de bronze de la poursuite par équipes
- 2005
  -  Champion du monde de l'américaine juniors (avec Alexey Shiryaev)

### Championnats d'Europe
- Fiorenzuola 2005
  -  Médaillé de bronze de la poursuite par équipes juniors